# Rhamdia laukidi
Rhamdia laukidi é uma espécie de peixe sul-americano de água doce.